# Filàtovka (Saràtov)
|  | Per a altres significats, vegeu «Filàtovka». |

Filàtovka (en rus: Филатовка) és un poble de l'óblast de Saràtov, a Rússia, segons el cens del 2010 tenia 12 habitants. Pertany al districte municipal d'Atkarsk.